# Zentralfriedhof Annabichl
46° 39' 07" N 14° 19' 02" E

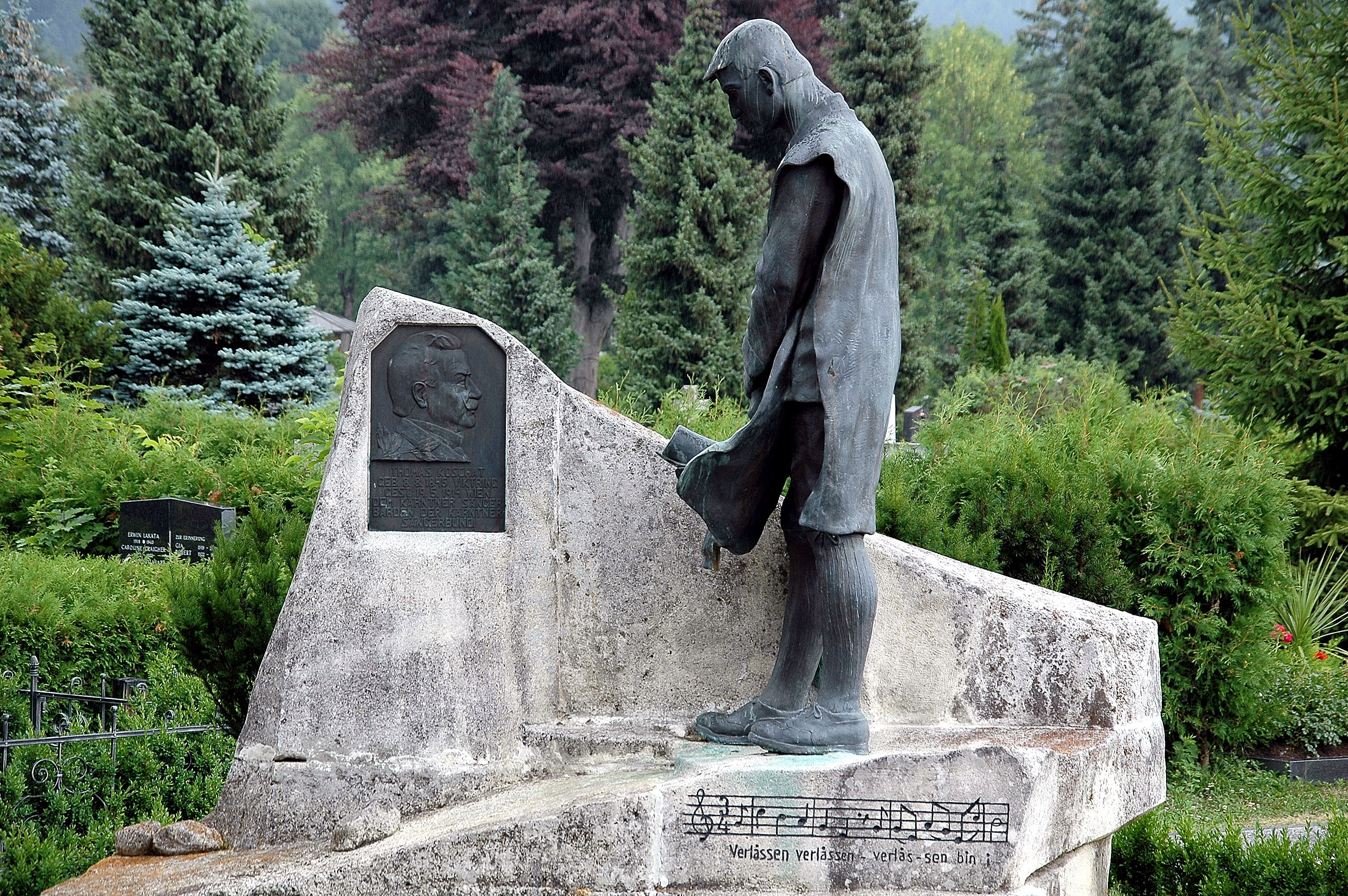
Sepultura do compositor Thomas Koschat

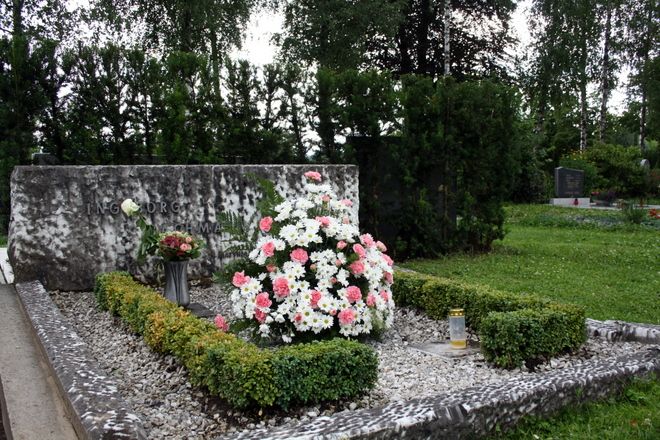
Sepultura de Ingeborg Bachmann

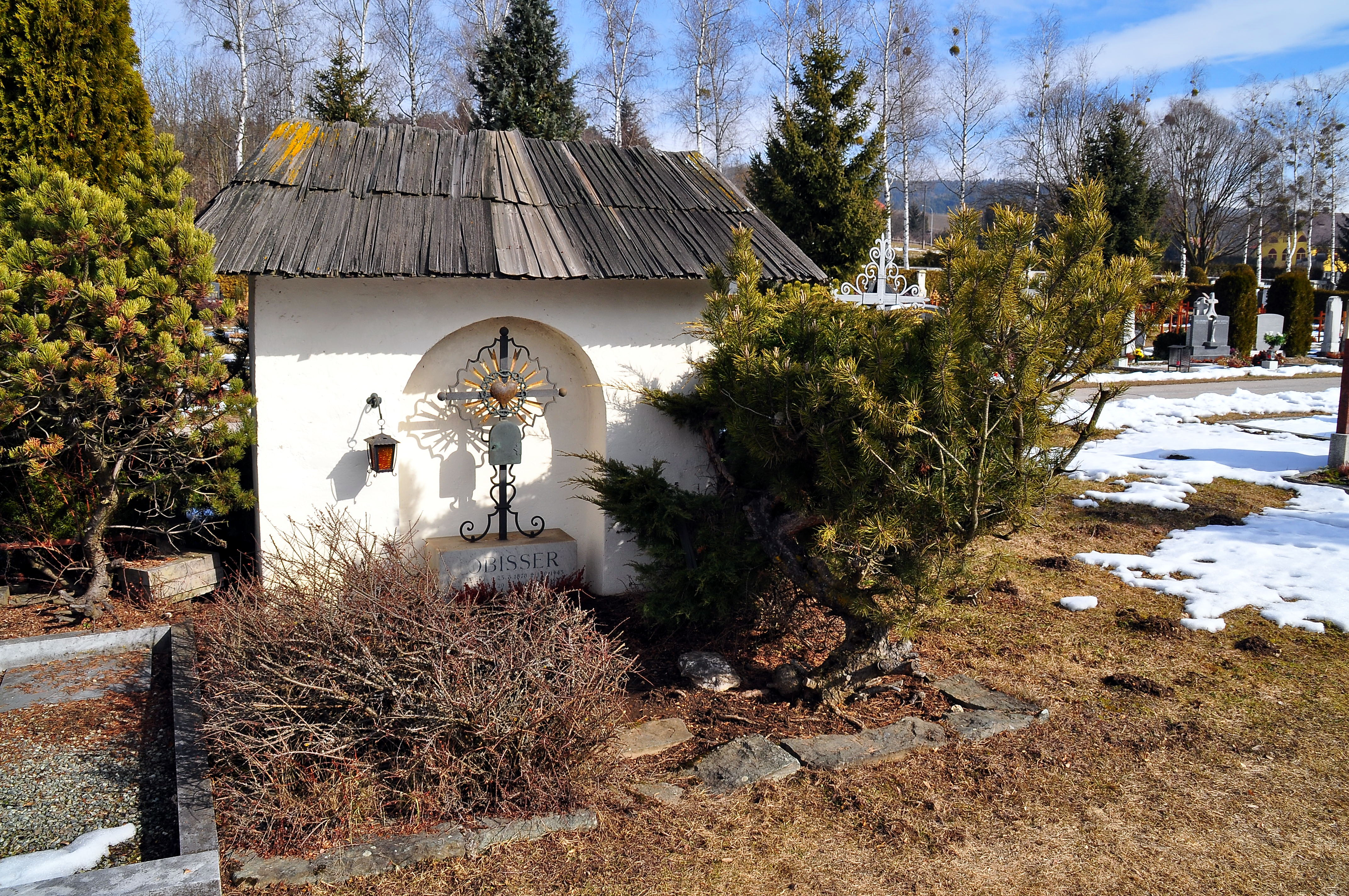
Sepultura de Switbert Lobisser

O Zentralfriedhof Annabichl (Cemitério Central Annabichl) é o maior cemitério de Klagenfurt.

## Personalidades sepultadas
- Hans Ausserwinkler
- Ingeborg Bachmann
- Georg Bucher
- Josef Eckert
- Thomas Koschat
- Switbert Lobisser
- Josef Friedrich Perkonig